# 유운 (수시후)
유운(劉雲, ? ~ ?)은 전한 말기의 제후로, 청하강왕의 고손이다.

## 행적
아버지 유원의 뒤를 이어 수시후(修市侯)에 봉해졌으나, 전한이 멸망하여 작위가 박탈되었다.

## 출전
- 반고, 《한서》 권15하 왕자후표 下

| 선대 아버지 수시희후 유원 | 전한의 수시후 ? ~ 8년 | 후대 (전한 멸망) |